# Ostoja Stjepanović
Ostoja Stjepanović (* 17. Januar 1985 in Skopje, SFR Jugoslawien) ist ein ehemaliger mazedonischer Fußballspieler.

## Karriere

### Verein
Stjepanović begann seine Karriere bei Makedonija Skopje, ehe er im Jahr 2005 zum serbischen Großklub Partizan Belgrad wechselte, wobei er für die Schwarz-Weißen kein einziges Spiel absolvierte und die meiste Zeit verliehen war. So spielte er für den bosnischen Klub Slavja Sarajevo, den serbischen Erstligisten-Verein Dinamo Vranje und dem mazedonischen Hauptstadtklub Vardar Skopje. Nach nur einem Jahr bei Vardar ging er erneut nach Serbien und spielte ein halbes Jahr beim FK Čukarički, ehe der Vertrag vereinsseitig gelöst wurde. Nach einem halben Jahr ohne Engagement wechselte er im Januar 2009 zur SV Mattersburg nach Österreich. Sein Debüt in der österreichischen Bundesliga gab Stjepanović am 20. Februar 2009 gegen die SV Ried, als er in der 55. Minute für Mattias Lindström eingewechselt wurde. Das Spiel endete 2:2 unentschieden. Sein erstes Tor erzielte er am 16. Mai 2009 gegen SK Austria Kärnten zum 2:0 beim 3:2-Erfolg. Trotz 28 Einsätzen wurde sein Vertrag von der SV Mattersburg 2010 nicht mehr verlängert. 2011 wechselte er zum kasachischen Verein FK Taras. Danach wurde er wieder von seinem ehemaligen Verein Vardar Skopje verpflichtet. AEL Limassol, Śląsk Wrocław, Rabotnički Skopje, erneut Makedonija Skopje und FK Rad Belgrad waren bis zum Karriereende 2020 die weiteren Klubs des Mittelfeldspielers.

### Nationalmannschaft
Von 2012 bis 2017 absolvierte Stjepanović insgesamt 18 Länderspiele für die mazedonische A-Nationalmannschaft.

## Erfolge
- Mazedonischer Pokalsieger: 2007
- Mazedonischer Meister: 2012, 2013